# Lago Correntoso
Lago Correntoso är en sjö i Argentina.   Den ligger i provinsen Neuquén, i den sydvästra delen av landet, 1 300 km sydväst om huvudstaden Buenos Aires. Lago Correntoso ligger 776 meter över havet. Arean är 19,1 kvadratkilometer. Den sträcker sig 15,4 kilometer i nord-sydlig riktning, och 5,1 kilometer i öst-västlig riktning.
I omgivningarna runt Lago Correntoso växer i huvudsak blandskog. Runt Lago Correntoso är det mycket glesbefolkat, med 3 invånare per kvadratkilometer.